# أوبراسباخ
اوبرآسباخ (بالألمانية: Oberasbach) هي مدينة و بلدة ألمانية تقع في ألمانيا في فورت. يقدر عدد سكانها بـ 17,048 نسمة .

## توأمة
لأوبراسباخ اتفاقيات توأمة مع:
- ريولو تيرمي